# Fehérlófia
Fehérlófia é um filme de aventura fantástico em animação húngaro de 1981 dirigido por Marcell Jankovics. A personagem principal da história é Fehérlófia (Filho da Égua Branca), que tem poderes sobre-humanos. Baseia-se no conto folclórico de mesmo nome escrito por László Arany e em antigas lendas hunas, avares e húngaras, como uma homenagem aos antigos povos da região.

## Elenco
- György Cserhalmi como Fanyűvő, Kőmorzsoló e Vasgyúró
- Vera Pap como Aranyhajú nyár-szépe, Rézhajú ősz-szépe e Ezüsthajú tavasz-szépe
- Mari Szemes como Fehérló e Hókirálynő
- Gyula Szabó como Hétszűnyű Kapanyányi Monyók e Esőkirály
- Ferenc Szalma como Griffmadár
- Szabolcs Tóth como Háromfejű sárkány, Hétfejű sárkány e Tizenkét fejű sárkány
- Ottó Ulmann como Fiatal Fanyüvő